# 24 Xmas time
「24 Xmas time」（トゥー・フォー・クリスマス・タイム）は、日本の女性歌手・倉木麻衣の楽曲。倉木の30枚目のCDシングルとして、2008年11月26日にNORTHERN MUSICから発売された。

## 解説
クリスマス・ソング。ラップには青森県三沢市出身のラッパー、KEN-RYWが参加。
シングル盤は初回盤と通常盤の2形態でリリースされており、それぞれジャケットが異なる。初回盤には「24 Xmas time」のミュージック・ビデオがDVDに収録されている。通常盤には「24 Xmas time」のリミックス版を収録。先着特典としてB3サイズのポスターが付けられた。型番はVNCM-6009（初回盤）・VNCM-6010（通常盤）。
リリースに合わせて台場メモリアルツリー点灯式や、ユニバーサル・スタジオ・ジャパンなどでスペシャル・ライブを行った。
楽曲は以下のメディアで使用されている。
- TBS系バラエティ『恋するハニカミ!』11月度エンディングテーマ
- music.jp CMソング
- 『台場メモリアルツリー』イメージソング
- 青森テレビ『おしゃべりハウス』12月度エンディングテーマ

## シングル収録曲
1. 24 Xmas time – (4:16)
  - 作詞：倉木麻衣、作曲：All The Rage、編曲：All The Rage・JJ・Carlos H
2. All I want – (5:01)
  - 作詞：倉木麻衣、作曲：Yoo・Hae Joon、編曲：Yoo・Hae Joon・池田大介
3. 24 Xmas time -Grinch remix- – (5:37)
  - 作詞：倉木麻衣、作曲：All The Rage、編曲：All The Rage・JJ・Carlos H

通常盤のみの収録
4. 24 Xmas time -instrumental- (4:16)
5. All I want -instrumental- (4:58)